# Dietrichstein

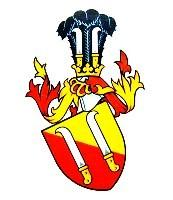
Escudo de armas de la familia Dietrichstein.

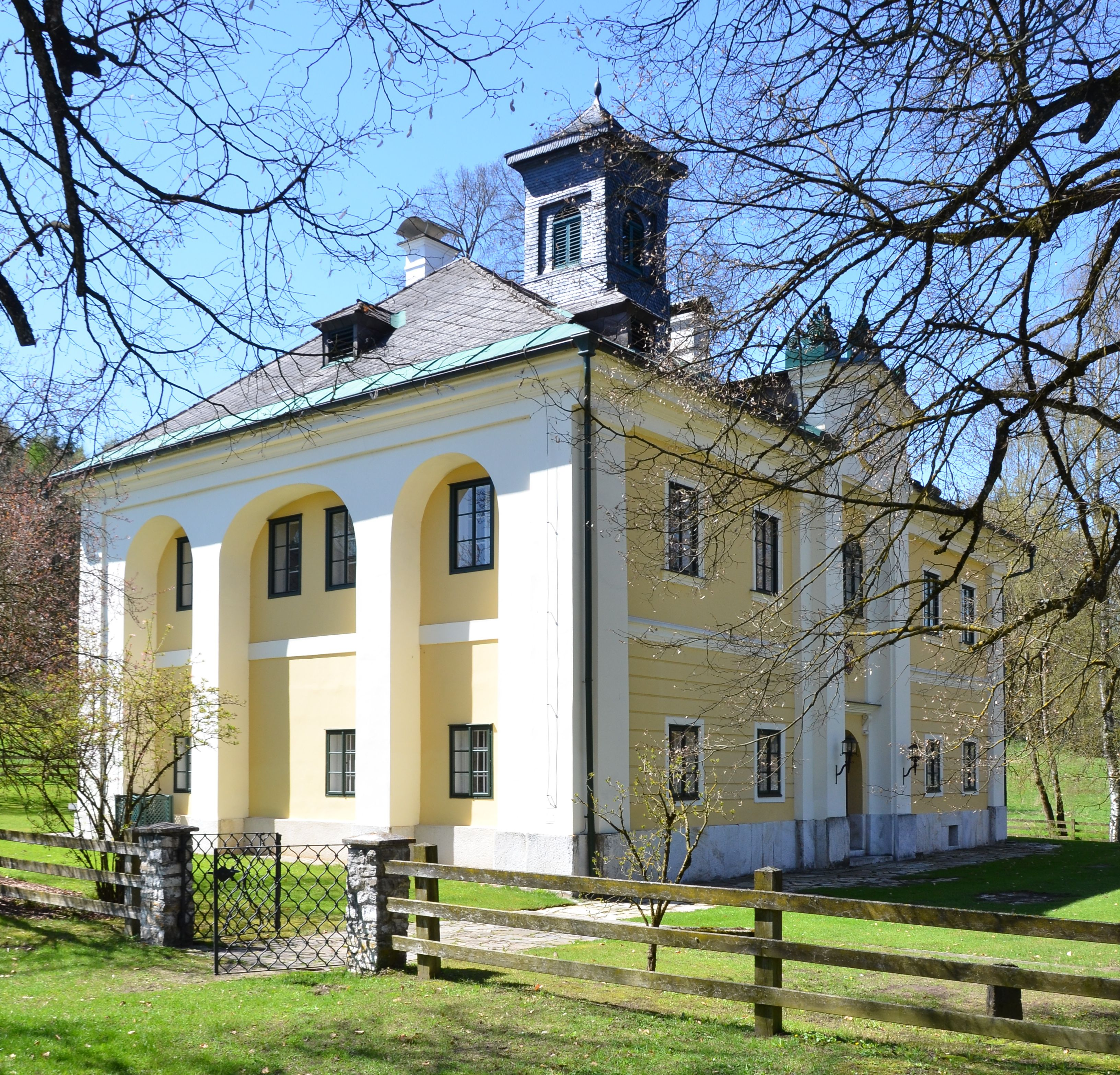
Palacio Dietrichstein en Carintia (Austria).

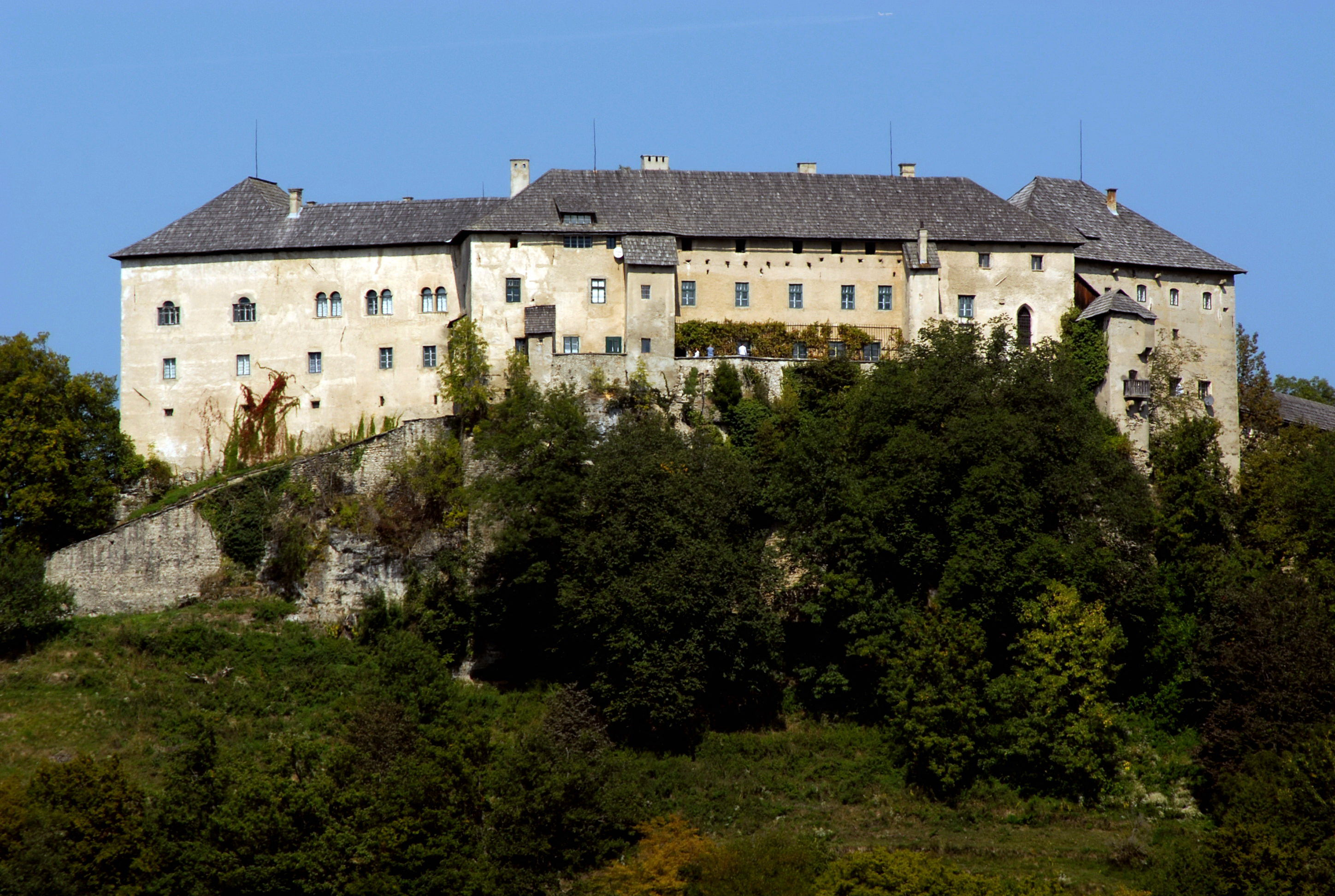
Castillo de Hollenburg en Carintia, Austria.

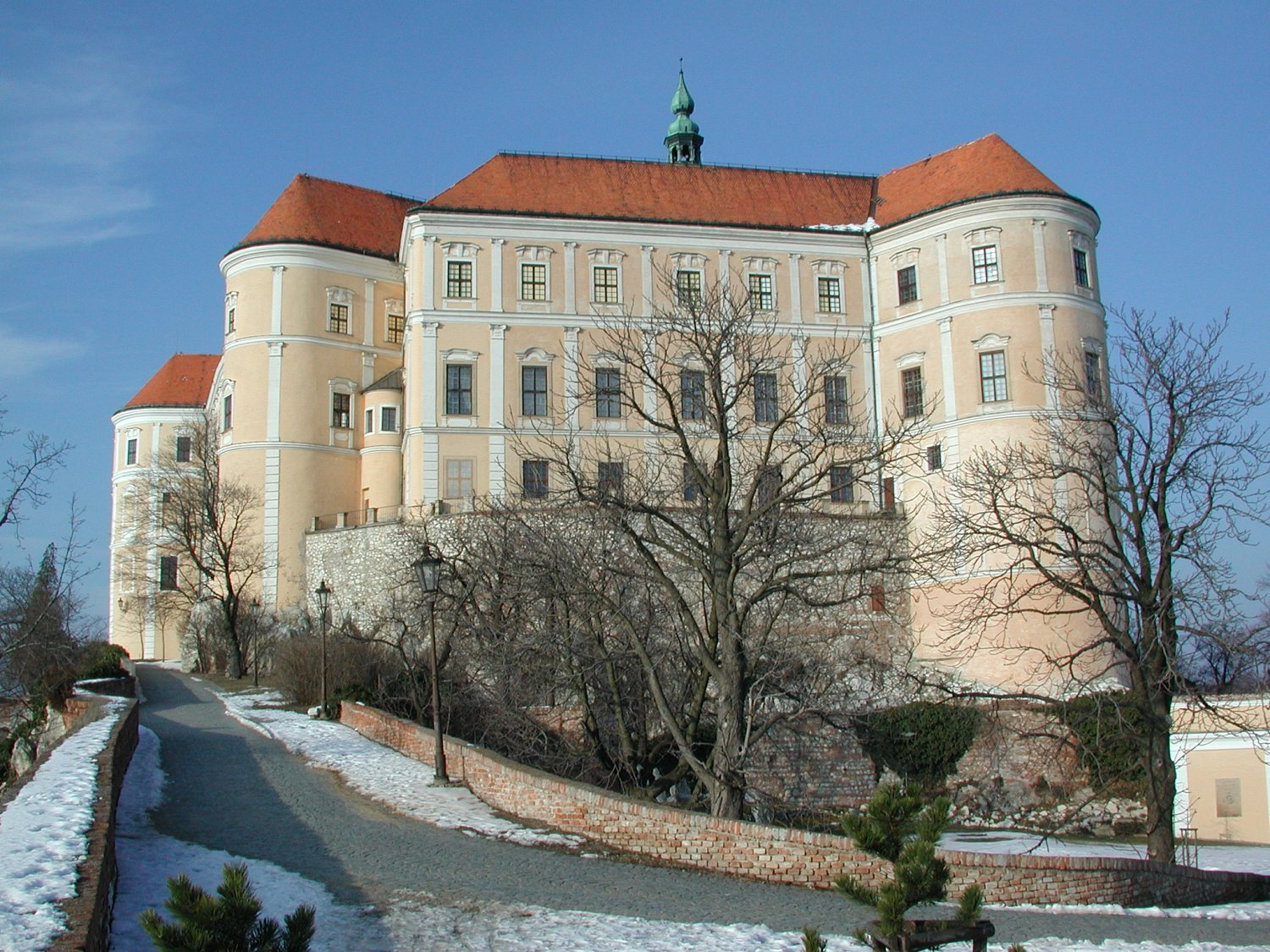
Palacio de Mikulov, Moravia (República Checa).

Dietrichstein es el apellido de una familia noble de Bohemia y Austria originaria de Carintia. Los señores del Palacio de Míkulov  (Nikolsburg) fueron  elevados al rango nobiliario de príncipes del Sacro Imperio Romano Germánico en 1624. 

## Historia
El castillo Dietrichstein, ubicado en las cercanías de Feldkirchen, en el Ducado de Carintia, fue documentado por primera vez en 1103. Probablemente fue nombrado así en honor a un caballero noble que prestó servicios a los duques. En 1166 el castillo fue adquirido por el Obispado Principesco de Bamberg y cedido a una familia de funcionarios ministeriales, quienes pasaron a llamarse como el castillo. Cuando se extinguió esa línea dinástica a comienzos del siglo XIV, el castillo fue heredado por Nikolaus I, otro ministerial de Carintia de las cercanías del Castillo de Nussberg, cuyos descendientes también se llamaron von Dietrichstein. 
A fines del siglo XV, la fortaleza cobró una importancia estratégica en las rutas comerciales que atravesaban el valle del Glan hasta Sankt Veit, por lo que fue ocupada por las fuerzas húngaras del rey Matías Corvino, siendo destruida finalmente por los invasores durante las guerras otomanas en 1483. Se erigió un nuevo palacio sobre las ruinas del castillo hacia 1500 y reconstruido en un estilo neoclásico en 1840.
En 1514, Segismundo de Dietrichstein (1484-1533) adquirió el castillo de Hollenburg del emperador Maximiliano I de Habsburgo, quien también lo elevó al rango nobiliario de barón. En 1572, al hijo de Segismundo, Adán de Dietrichstein (1527-1590), le fueron ampliadas las propiedades de Nikolsburg en Moravia por el emperador Maximiliano II. El nieto de Adán, Maximiliano II de Dietrichstein, fue nombrado conde el 18 de septiembre de 1612, mientras que su tío, Francisco, fue elevado a príncipe de Dietrichstein en Nikolsburg en 1624. 
Nikolsburg adquirió los títulos de conde principesco de Tarasp en 1684 y Conde de Leslie en Balquhain en 1802. La línea dinástica se extinguió al morir Mauricio José de Dietrichstein en 1864. Cuatro años después, a Alejandro de Mensdorff-Pouilly, quien fue ministro austriaco y esposo de la prima de Mauricio, Alejandrina, le fue concedido el título por el emperador Francisco José I de Austria. El Príncipe de Mensdorff-Pouilly-Dietrichstein falleció en 1964.

## Miembros notables

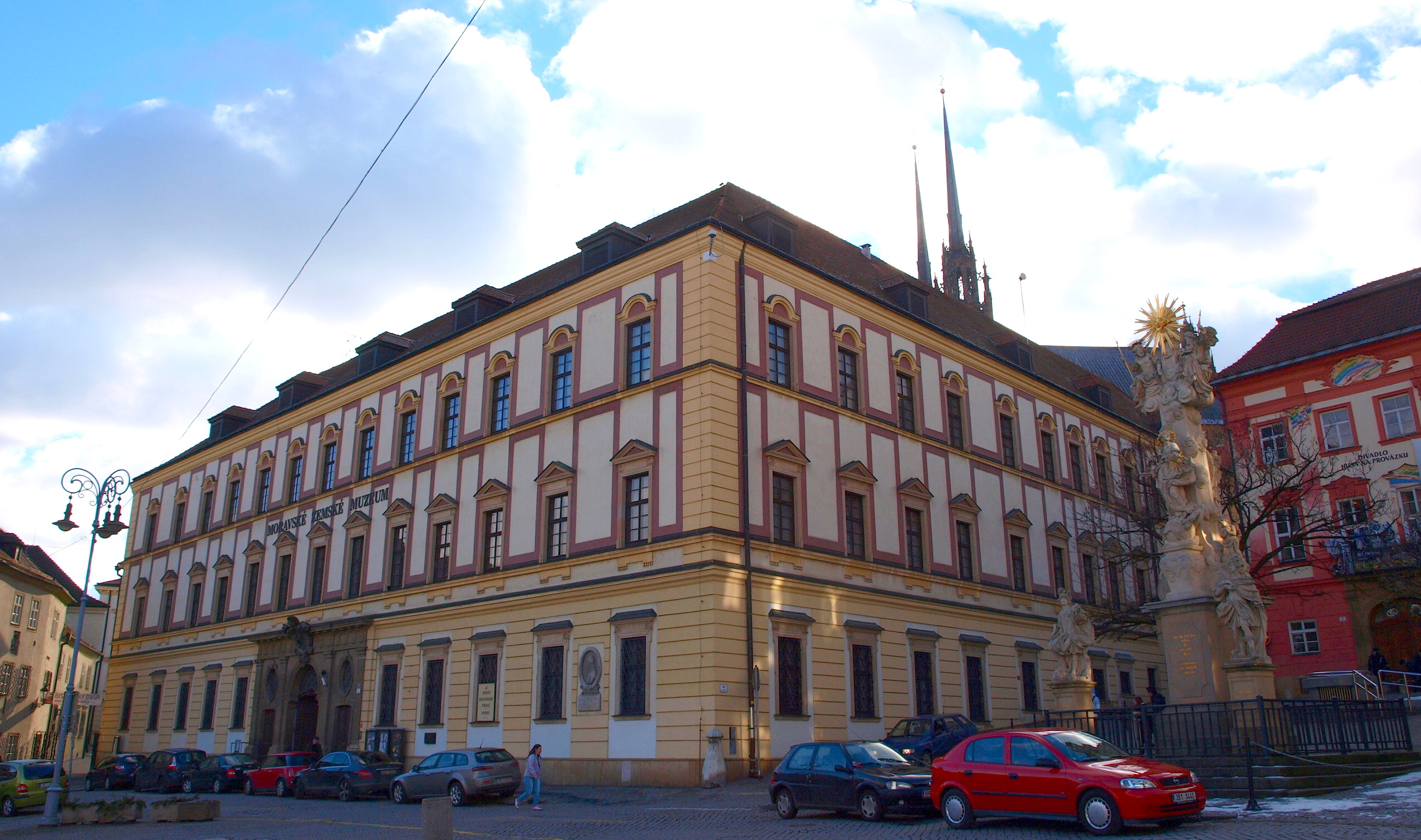
El Palacio Dietrichstein, residencia de Francisco Serafín en Brno (actual República Checa)

1. Francisco de Dietrichstein (1570-1636), Príncipe de Dietrichstein, Obispo de Olomouc, Cardenal y Landeshauptmann de Moravia.[1]
2. Maximiliano de Dietrichstein (1596-1655), sobrino del anterior
3. Fernando José de Dietrichstein (1636-1698), hijo del anterior
4. Leopoldo Ignacio José de Dietrichstein (1660-1708), hijo del anterior
5. Walter Francisco Javier Antonio de Dietrichstein (1664-1738), hermano del anterior
6. Carlos Maximiliano de Dietrichstein (1702-1784), hijo del anterior
7. Carlos Juan Bautista de Dietrichstein (1728-1808), hijo del anterior
8. Francisco José de Dietrichstein (1767-1854), hijo del anterior
9. José Francisco de Dietrichstein (1798-1858), hijo del anterior
10. Mauricio José de Dietrichstein (1775-1864), hijo del Príncipe Carlos Juan.

En 1857, Alejandrina, hija del Príncipe José Francisco, contrajo matrimonio con el conde Alejandro de Mensdorff-Pouilly, quien sirvió como ministro de Exteriores del Imperio austrohúngaro y ministro-presidente de Austria en los años 1860. En 1868 fue creado el título de Príncipe de Dietrichstein en Nikolsburg', reviviendo el título nobiliario familiar de su esposa.